# ستانگن
ستانگن (به لهستانی:  Stanin) یک روستا در لهستان است که در گمینا ستانگن واقع شده‌است.